# 雷相卡區
雷相卡區（烏克蘭語：Лисянський район）是位於烏克蘭中部切爾卡瑟州的舊區，首府原設於雷相卡，2020年烏克蘭行政區劃改革以後被撤銷。該區原面積746平方公里，2015年人口23,925人，人口密度每平方公里32.07人。

## 外部連結
- Verkhovna Rada website
- （乌克兰語） lysyanka.by.ru，存于 - Everything about Lysianka and Lysianskyi Raion
- （乌克兰語） Verkhovna Rada website - Administrative divisions of the Lysianskyi Raion